# 願成寺 (一関市)
願成寺（がんじょうじ）は、岩手県一関市釣山にある曹洞宗の寺院。
山号は白馬山。本尊は釈迦如来。曹洞宗大本山総持寺輪番地。奥州市にある正法寺の末寺にあたる。

## 歴史
正法寺二世である月泉良印の九番目の弟子、梅栄元香（正法寺八世）によって至徳2年4月8日に開山された。開基は新山城主である竹内興田盛輔卿と伝えられている。
永禄10年、寛延3年、明和8年と大きな火災が三度あり現在の本堂は江戸時代中期に建てられた建物を昭和59年に改修したものである。

## 境内
境内には、伊達騒動で知られる伊達兵部宗勝とその一族の墓がある。他に一関藩校教成館初代学頭の関養軒、豪商の菅原家、磐根家、熊文家、俳諧の金森家、第九代横綱秀ノ山などの墓がある。

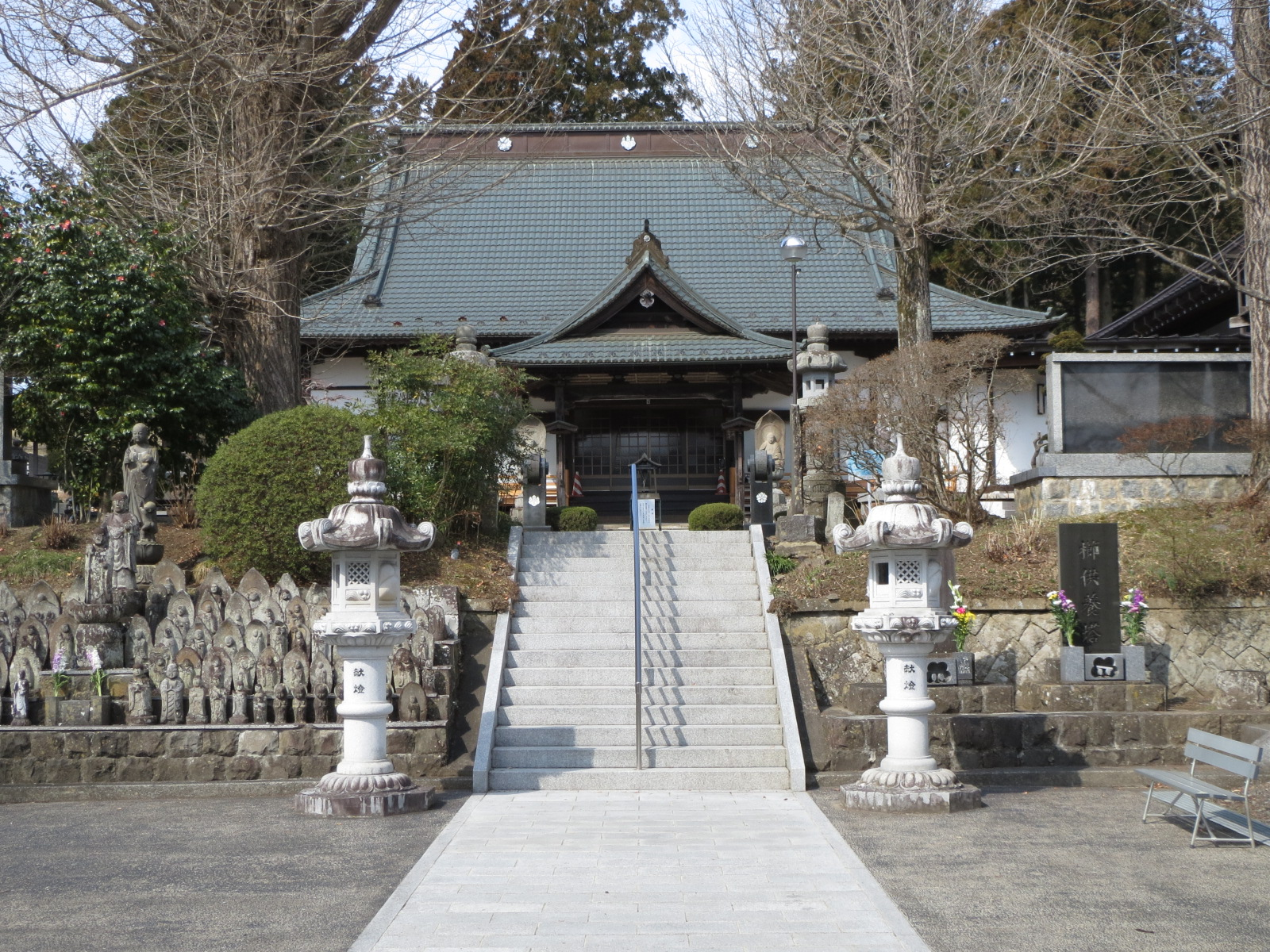
本堂
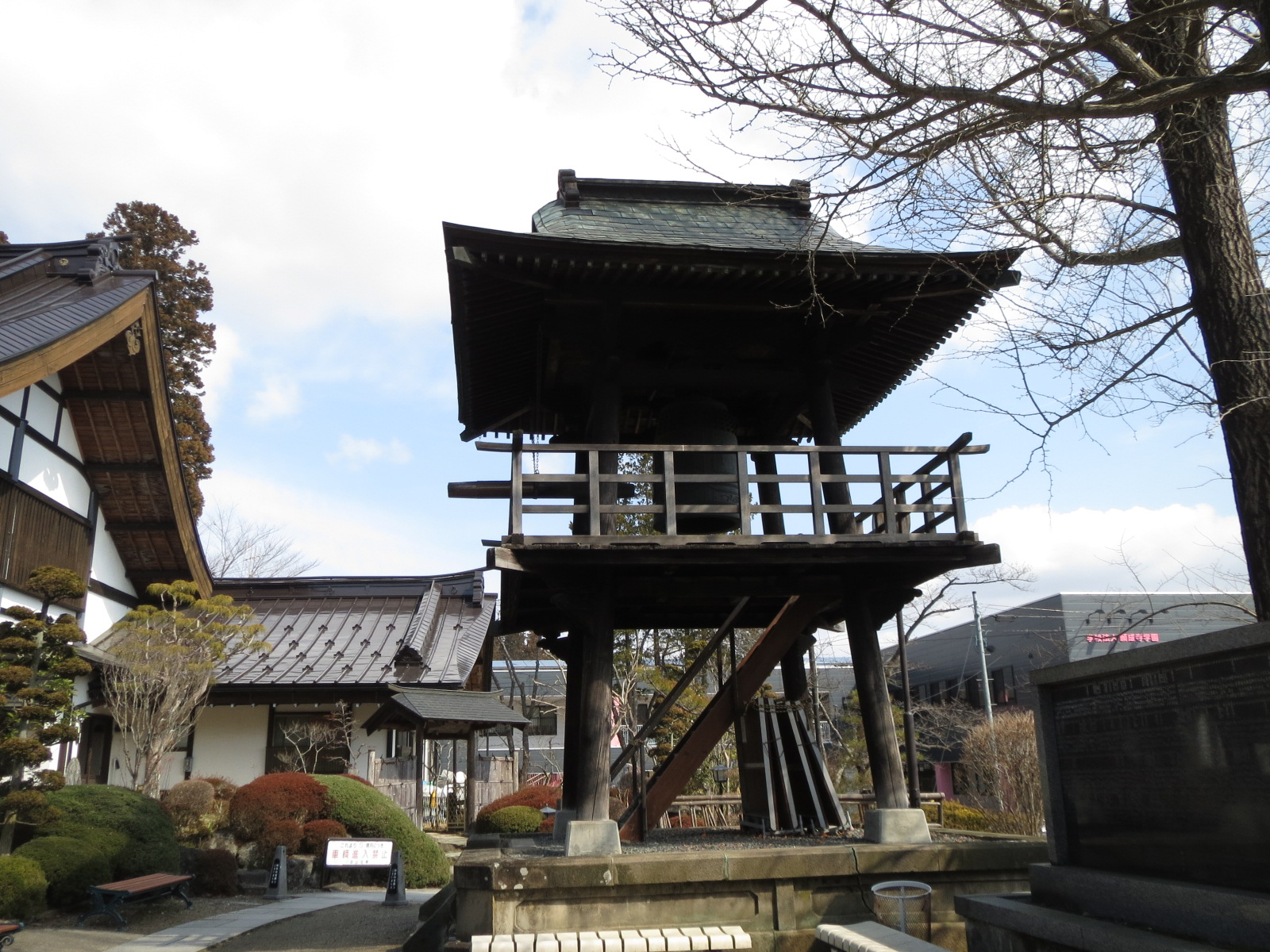
鐘楼

## 文化財
岩手県指定有形文化財
- 薬師如来坐像 寄木造、漆箔。平安時代後期の作。

一関市指定有形文化財
- 不動明王坐像 鎌倉時代作。

## その他
正法寺二十四世で願成寺十八世の大訥良弁は仙台藩主四代伊達綱村からの信任が厚く、正法寺本堂の再建に功績があった。
願成寺住職の芳川顕雄は一関夜間中学校（現在の一関学院高等学校）の創立者の一人である。